# John Ericson
John Ericson, pseudonimo di Joseph Meibes (Düsseldorf, 25 settembre 1926 – Santa Fe, 3 maggio 2020), è stato un attore tedesco naturalizzato statunitense.

## Biografia

### Primi lavori a Broadway
John Ericson studiò recitazione e si diplomò all'Accademia americana di arti drammatiche di New York. Esordì venticinquenne a Broadway nella commedia drammatica Stalag 17 di Donald Bevan e Edmund Trzcinski, interpretando il protagonista John G. Sefton, il sergente che scopre un delatore nel campo di prigionia tedesco in cui è rinchiuso con altri soldati americani. La pièce debuttò nel maggio 1951 e fu rappresentata con grandissimo successo per oltre un anno. Nella successiva versione cinematografica diretta da Billy Wilder, Stalag 17 (1953), il ruolo di Sefton verrà interpretato da William Holden e ridisegnato per il grande schermo con tratti più cinici e distaccati rispetto al limpido eroe ritratto sul palcoscenico da Ericson.

### A Hollywood

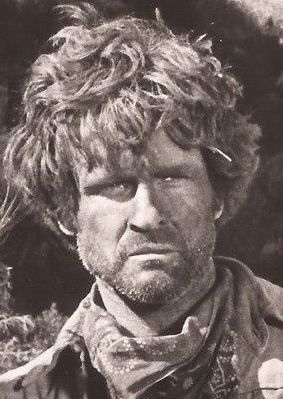
John Ericson nel film TV The Bounty Man (1972)

La prima apparizione cinematografica di Ericson fu nel film Teresa (1951) di Fred Zinnemann, che lo impegnò in un'intensa prova drammatica e che lanciò anche le carriere di Anna Maria Pierangeli e Rod Steiger. In seguito l'attore apparve in ruoli da coprotagonista in diversi film prodotti dalla MGM, quali il mélo sentimentale Rapsodia (1954), con Elizabeth Taylor e Vittorio Gassman, in cui impersonò un pianista che diventa alcolizzato per amore di una ricca ereditiera, l'operetta Il principe studente (1954), nel ruolo del giovane conte Von Asterburg, l'avventuroso Fuoco verde (1954), in cui recitò nel ruolo del fratello di Grace Kelly, accanto a Stewart Granger.
Nel 1955 Ericson apparve nel western moderno Giorno maledetto di John Sturges, in cui interpretò il ruolo di Pete Wirth, il giovane albergatore che accoglie con diffidenza a Black Rock, uno sperduto villaggio nell'Arizona, il misterioso straniero John J. Macreedy (Spencer Tracy), il quale viene trattato con ostilità anche da tutti gli abitanti del luogo. Due anni più tardi fece parte del cast del western Quaranta pistole (1957) di Samuel Fuller, in cui interpretò il fratello di Jessica Drummond (Barbara Stanwyck), una ricca proprietaria terriera che ha al suo servizio quaranta pistoleri. Nel 1960 fu protagonista assoluto della pellicola Sparate a vista, in cui interpretò il ruolo del fuorilegge e rapinatore di banche Charles Arthur Floyd, detto "Pretty Boy", figura tristemente nota del banditismo statunitense durante gli anni venti e nel periodo della Grande depressione.
Le apparizioni sul grande schermo di Ericson si fecero via via più sporadiche ed egli diventò un interprete prettamente televisivo. Tra le numerose serie a cui partecipò dalla metà degli anni cinquanta sono da ricordare Appointment with Adventure, accanto a Dorothy Malone nell'episodio Mutiny, The Millionaire, in cui interpretò l'episodio The Peter Bartley Story (1958) nel ruolo del protagonista, Climax! (1956-1957), The Restless Gun (due episodi nel 1958 e 1959), al fianco di John Payne, Corruptors (1961).
Durante gli anni sessanta recitò in alcune occasioni anche in Italia, prima nel dramma bellico Sotto dieci bandiere (1960), poi nello storico Io, Semiramide (1962) con Yvonne Furneaux, e in seguito in Agente S03 operazione Atlantide (1966), una fantasiosa spy story in cui interpretò un agente che scopre un complotto mirato alla conquista di Atlantide, sede di una centrale nucleare. Diede inoltre una prova di carattere nel ruolo di un investigatore privato impegnato nelle indagini sulle morti di quattro geologi di una compagnia petrolifera nel film La giungla del denaro (1968), e recitò nel fantascientifico La cortina di bambù (1968), nel quale un'équipe americana e una sovietica si ritrovano alleati nel recupero di un disco volante precipitato in una zona desertica sulle montagne cinesi. Nel 1969 partecipò al film western Testa o croce.
Ma la televisione restò l'occupazione principale di Ericson come interprete. L'attore apparve in episodi de La legge di Burke (1963-1965), Bonanza (1960-1967), ed ebbe un ruolo da protagonista nella serie poliziesca in trenta episodi Honey West, in cui interpretò il ruolo di Sam Bolt, l'assistente della detective protagonista, impersonata da Anne Francis. I due avevano già lavorato insieme nei ruoli di fratello e sorella, una decina di anni prima, nel film Giorno maledetto.
Negli anni settanta Ericson continuò l'attività artistica sul piccolo schermo, comparendo in molte delle serie più celebri del decennio, come Ironside (1970), Il virginiano (1971), Le strade di San Francisco (1974), Sulle strade della California (1974-1975) e Pepper Anderson - Agente speciale (1977). Tra le rare interpretazioni cinematografiche è da ricordare il ruolo del colonnello tedesco Heller nell'avventura per ragazzi Pomi d'ottone e manici di scopa (1971). L'attore fu ancora protagonista nel decennio successivo, con interpretazioni nelle serie Fantasilandia (1978-1984), Supercar (1983), A-Team (1983), La signora in giallo (1985). In seguito diradò l'attività fino all'ultima apparizione in un episodio della serie Crash (2008), che segnò il suo ritiro dalle scene.

### Morte
Morì a Santa Fe il 3 maggio 2020, all'età di 93 anni, a causa di complicazioni dovute ad una polmonite.

## Vita privata
Dal primo matrimonio con l'attrice Milly Coury, che sposò nel 1953 e da cui divorziò nel 1971, Ericson ebbe due figli, Brett e Nicole. Dal 1974 fino alla morte è stato sposato con l'attrice Karen Huston Heassler.

## Filmografia

### Cinema

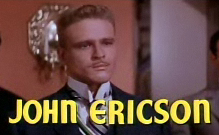
John Ericson nel film Il principe studente (1954)

- Teresa, regia di Fred Zinnemann (1951)
- Rapsodia (Rhapsody), regia di Charles Vidor (1954)
- Il principe studente (The Student Prince), regia di Richard Thorpe (1954)
- Fuoco verde (Green Fire), regia di Andrew Marton (1954)
- Giorno maledetto (Bad Day at Black Rock), regia di John Sturges (1955)
- La rosa gialla del Texas (The Return of Jack Slade), regia di Harold D. Schuster (1955)
- La torre crudele (The Cruel Tower), regia di Lew Landers (1956)
- Quaranta pistole (Forty Guns), regia di Samuel Fuller (1957)
- Passo Oregon (Oregon Passage), regia di Paul Landres (1957)
- La legge del fucile (Day of the Bad Man), regia di Harry Keller (1958)
- Sparate a vista (Pretty Boy Floyd), regia di Herbert J. Leder (1960)
- Sotto dieci bandiere, regia di Duilio Coletti (1960)
- Io, Semiramide, regia di Primo Zeglio (1963)
- Le 7 facce del Dr. Lao (7 Faces of Dr. Lao), regia di George Pal (1964)
- Agente S03 operazione Atlantide, regia di Domenico Paolella (1965)
- Los siete de Pancho Villa, regia di José María Elorrieta (1967)
- La giungla del denaro (The Money Jungle), regia di Francis D. Lyon (1967)
- I distruttori (The Destructors), regia di Francis D. Lyon (1968)
- La cortina di bambù (The Bamboo Saucer), regia di Frank Telford (1968)
- Testa o croce, regia di Piero Pierotti (1969)
- Pomi d'ottone e manici di scopa (Bedknobs and Broomsticks), regia di Robert Stevenson (1971)
- Kumander agimat, regia di Cesar Gallardo (1975)
- Hustler Squad, regia di Cesar Gallardo (1976)
- Crash l'idolo del male (Crash!), regia di Charles Band (1977)
- Alien Zone, regia di Sharron Miller (1978)
- Ultima missione (Final Mission), regia di Cirio H. Santiago (1984)
- Laos crocevia della violenza (Primary Target), regia di Clark Henderson (1990)
- Birthday, regia di Hannah Macpherson (2006) - cortometraggio
- The Far Side of Jericho, regia di Tim Hunter (2006)

### Televisione
- Lux Video Theatre - serie TV, episodio 1x01 (1950)
- The Philco Television Playhouse - serie TV, episodio 3x22 (1951)
- Out There - serie TV, episodio 1x02 (1951)
- Star Stage - serie TV, episodio 1x12 (1955)
- Appointment with Adventure - serie TV, episodio 2x14 (1956)
- Chevron Hall of Stars - serie TV, 2 episodi (1956)
- Kraft Television Theatre - serie TV, episodi 4x24-9x41 (1951-1956)
- General Electric Theater - serie TV, episodi 4x04-5x20 (1955-1957)
- Cavalcade of America - serie TV, episodi 3x19-4x18-5x20 (1955-1957)
- Climax! - serie TV, episodi 2x40-3x18-4x09 (1956-1957)
- Schlitz Playhouse of Stars - serie TV, episodi 5x25-5x35-6x09-6x18-7x17 (1956-1958)
- The Millionaire - serie TV, episodio 4x17 (1958)
- Playhouse 90 - serie TV, episodi 1x07-2x38 (1956-1958)
- Le grandi fiabe (Shirley Temple's Storybook) - serie TV, episodi 1x04-1x12 (1958)
- Carovane verso il West (Wagon Train) - serie TV, episodio 2x13 (1958)
- I racconti del West (Dick Powell's Zane Grey Theater) - serie TV, episodi 1x07-2x18-3x07-3x17 (1956-1959)
- The Restless Gun – serie TV, episodi 1x26-2x28 (1958-1959)
- David Niven Show (The David Niven Show) – serie TV, episodio 1x11 (1959)
- Avventure in paradiso (Adventures in Paradise) – serie TV, episodio 1x06 (1959)
- Letter to Loretta - serie TV, episodi 3x18-4x25-7x14 (1956-1960)
- The Chevy Mystery Show – serie TV, episodio 1x16 (1960)
- The United States Steel Hour - serie TV, episodio 8x10 (1961)
- Gli uomini della prateria (Rawhide) - serie TV, episodi 1x12-3x19 (1959-1961)
- Monte Carlo, regia di Douglas Heyes (1961) – film TV
- Route 66 - serie TV, episodio 2x16 (1962)
- Corruptors (Target: The Corruptors) – serie TV, episodio 1x35 (1962)
- Kraft Mystery Theater - serie TV, episodi 1x12-2x05 (1961-1962)
- The Dick Powell Show – serie TV, episodio 2x05 (1962)
- Il fuggiasco (The Fugitive) - serie TV, episodio 2x16 (1965)
- Profiles in Courage - serie TV, episodio 1x15 (1965)
- La legge di Burke (Burke's Law) - serie TV, episodi 1x07-1x22-2x30 (1963-1965)
- Vacation Playhouse - serie TV, episodio 3x01 (1965)
- Honey West - serie TV, 30 episodi (1965-1966)
- Bonanza - serie TV, episodi 2x09-8x21 (1960-1967)
- The Invaders (The Invaders) - serie TV, episodio 1x14 (1967)
- Death Valley Days - serie TV, episodio 16x22 (1968)
- Gunsmoke - serie TV, episodio 14x15 (1969)
- Ironside - serie TV, episodio 3x15 (1970)
- Marcus Welby (Marcus Welby, M.D.) - serie TV, episodio 1x23 (1970)
- Il virginiano (The Virginian) – serie TV, episodio 9x15 (1971)
- Medical Center - serie TV, episodi 1x08-3x08 (1969-1971)
- Longstreet - serie TV, episodio 1x13 (1971)
- Assignment Vienna - serie TV, episodio 1x04 (1972)
- F.B.I. (The F.B.I.) - serie TV, episodi 3x19-8x21 (1968-1973)
- Tenafly - serie TV, episodio 1x22 (1962)
- Hawkins - serie TV, episodio 1x08 (1974)
- The Bounty Man, regia di John Llewelleyn Moxes (1972) – film TV
- Hog Wild, regia di Jerome Courtland (1974) – film TV
- The Wide World of Mystery - serie TV, 1 episodio (1974)
- Doc Elliot - serie TV, episodio 1x11 (1974)
- Le strade di San Francisco (The Streets of San Francisco) - serie TV, episodio 3x14 (1974)
- Sulle strade della California (Police Story) - serie TV, episodi 1x14-2x18 (1974-1975)
- Barbary Coast - serie TV, episodio 1x05 (1975)
- S.W.A.T. - Squadra speciale anticrimine (S.W.A.T.) - serie TV, episodio 2x11 (1975)
- Pepper Anderson agente speciale (Police Woman) - serie TV, episodio 4x03 (1977)
- Nel tunnel dei misteri con Nancy Drew e gli Hardy Boys (The Hardy Boys) - serie TV, episodio 2x12 (1977)
- Vega$ - serie TV, episodio 1x01 (1978)
- The Ghosts of Buxley Hall, regia di Bruce Bilson (1980) – film TV
- Disneyland - serie TV, episodi 20x14-20x15-27x05-27x06 (1974-1980)
- Nero Wolfe - serie TV, episodio 1x03 (1981)
- Giorno per giorno (One Day at a Time) - serie TV, episodio 7x19 (1982)
- CHiPs - serie TV, episodi 2x07-6x12 (1978-1983)
- Supercar (Knight Rider) - serie TV, episodio 1x16 (1983)
- A-Team (The A-Team) - serie TV, episodio 1x12 (1983)
- Automan - serie TV, episodio 1x12 (1984)
- Fantasilandia (Fantasy Island) - serie TV, episodi 2x07-4x09-5x14-7x21 (1978-1984)
- Airwolf - serie TV, episodio 2x07 (1984)
- Robert Kennedy and His Times - miniserie TV (1985)
- La signora in giallo (Murder, She Wrote) - serie TV, episodio 2x02 (1985)
- Hardball - serie TV, episodio 1x04 (1989)
- Crash - serie TV, episodio 1x05 (2008)

## Doppiatori italiani
Nelle versioni in italiano delle opere in cui ha recitato, John Ericson è stato doppiato da:
- Giuseppe Rinaldi in Rapsodia, Giorno maledetto, Fuoco verde, La rosa gialla del Texas, Teresa
- Cesare Barbetti in Quaranta pistole, Passo Oregon
- Renato Turi in Il principe studente
- Gianfranco Bellini in La legge del fucile
- Gianni Marzocchi in Pomi d'ottone e manici di scopa
- Sergio Graziani ne La cortina di bambù
- Riccardo Cucciolla in Testa o croce
- Adalberto Maria Merli in Agente S03 operazione Atlantide
- Gabriele Carrara in La signora in giallo